# MSN (Microsoft Network)

Aktuelles Logo von MSN

Ehemaliges Logo von MSN (von 2011 bis 2014)

Ehemaliges Logo (von 2000 bis 2011)

MSN ist ein Webportal von Microsoft (Website mit Webanwendungen), das verschiedene Informationsdienste anbietet. Der Name geht ursprünglich auf eine Abkürzung für den Internetdienstanbieter The Microsoft Network zurück, diese ausgeschriebene Bezeichnung wird aber heute nicht mehr verwendet. Als Access-Provider tritt MSN Dial-up heute nur noch in den Vereinigten Staaten auf. Das Webportal MSN und andere Dienste sind weiterhin in zahlreichen Staaten verfügbar.

## Geschichte

### Wurzeln von MSN
Anfangs wurde das „Microsoft Network“ als reiner Internetdienstanbieter am 24. August 1995 gegründet, um den Benutzern des neu auf den Markt gekommenen Windows 95 einen einfachen Einstieg in das Internet zu ermöglichen. Schon zu Anfang war dieser Dienst also mit dem Windows-Betriebssystem von Microsoft gekoppelt. Der Begriff „Internet“ bezog sich damals noch nicht auf ein universelles Netzwerk, das praktisch alle verfügbaren Internetdiensteanbieter mit praktisch allen Nutzern verband. Es bezog sich bei MSN auf die eigene Onlineplattform, die Inhalte alternativ zum offenen Internet bereitstellte. Hauptkonkurrent war zu dieser Zeit das ebenfalls proprietäre Netzwerk von AOL, was in den USA auch Bedenken von Kartellbehörden hervor rief. Da der alleinige Zugang zum MSN-Netz keine Plattform bildete, die sich ernsthaft durchsetzen konnte, entschied man sich schnell, ein Informationsportal im offenen Internet aufzubauen, ebenfalls unter dem Namen MSN.
MSN war im Internet zunächst vor allem ein Portal mit verschiedenen Informationen an einer Stelle. Da Bill Gates und somit auch Microsoft zu Zeiten von Windows 95 nicht an den Erfolg des Internets glaubten, war MSN nur beschränkt erfolgreich. Wie sich später herausstellte, war dies eine fatale Fehleinschätzung, und Microsoft hatte viel Mühe, die Rückstände zu anderen Konkurrenten wieder aufzuholen.

### Anfängliche Probleme
Der Webbrowser Netscape Navigator war zum Start der MSN-Dienste sehr erfolgreich; Microsofts Internet Explorer folgte erst einige Zeit später innerhalb des ersten Browserkriegs, nach welchem der Internet Explorer für einige Jahre ein Quasi-Monopol unter den Webbrowsern einnahm.
Des Weiteren war MSN in den Anfangszeiten auf den US-Markt abgestimmt, und viele Angebote waren in vielen anderen Ländern nicht verfügbar. Dies führte dazu, dass sich außerhalb der Vereinigten Staaten viele Nutzer andere Internetdienste suchten, so dass Microsoft weitere Mitbewerber auf dem ausländischen Markt bekam und diesen darauf nur schwer entgegentreten konnte.

### Fortschritte von MSN durch denMicrosoft Internet Explorer

Logo des Internet Explorers in Version 2.01 von 1996

Dieses Schattendasein von MSN fand schnell ein Ende, als Microsoft noch im Jahr 1995 beschloss, massiv in die Entwicklung des eigenen Internet Explorers zu investieren, so dass der Netscape Navigator schnell an Bedeutung verlor. Seitdem bietet Microsoft den Internet Explorer ebenso wie das MSN-Portal als integrierten Bestandteil seiner Windows-Betriebssysteme an. Das angeschlagene Unternehmen Netscape wurde infolge des verlorenen ersten Browserkriegs schon bald von AOL aufgekauft. 2008 wurde die Entwicklung von Netscape Navigator schließlich vollkommen eingestellt.
Mit der enorm zunehmenden Verbreitung des Internet Explorers etablierte sich auch das Portal von MSN in den Vereinigten Staaten und anderen Ländern, welches auch später noch im Windows Internet Explorer (so der neue Eigenname) als voreingestellte Startseite nach einer Installation von Windows vorzufinden war. Das Internetzugangsgeschäft rückte bei MSN zusehends in den Hintergrund.

### Entwicklung seit der Jahrtausendwende
2003 schrieb der Geschäftszweig für MSN von Microsoft zum ersten Mal schwarze Zahlen. MSN diversifizierte seine Dienste im Internet zunehmend. So kamen auch Kommunikationsprogramme wie der MSN Messenger oder der MSN Chat als neue Dienste hinzu. In vielen Industrieländern ist das der Grundstein für die heute noch andauernde Bekanntheit der Microsoft-Marke MSN.
Durch diese Entwicklungen ist „MSN“ auch heute noch ein Begriff für den eingestellten Windows Live Messenger, der aus dem MSN Messenger hervorging und mittlerweile in Skype integriert wurde. Auch die MSN Groups wurden zu Windows Live Groups umbenannt, diese sind jedoch mittlerweile ebenfalls eingestellt worden. Microsoft änderte seine Internetstrategie mit der Marke Windows Live grundlegend.

### Die Marken MSN und Windows Live
Viele Dienste der späteren, inzwischen nicht mehr genutzten Marke „Windows Live“ waren einst Teil vom MSN, bis Microsoft beschloss, sämtliche persönlichen Dienste von MSN zu lösen und in Windows Live umzuflaggen. Bekannte Anwendungen wie der MSN Messenger oder MSN Hotmail wurden umbenannt und ergänzt. Im Zuge von Windows Live erfuhren die persönlichen Dienste von Microsoft eine tiefgreifende Vernetzung unter einer Marke.
Diese Umstellung gestaltete sich anfänglich als nicht sehr viel Neues bringend. Im Zuge der Erweiterung der Windows-Live-Dienste verwandelte sich MSN aber dann in ein Informationsportal, das neben den Windows-Live-Diensten agiert. Der Windows Live Messenger verwendete bis zuletzt ein Microsoft-Konto, ehemals auch als Microsoft Passport oder Windows-Live ID bezeichnet, als Identifikation der einzelnen Benutzer. Hierfür können, nach wie vor, neben Hotmail-Adressen ebenfalls nicht von Microsoft betriebene E-Mail-Adressen verwendet werden, wenn diese als Login-Konto registriert werden.
Mit dieser Identifikation über Microsofts Single-Sign-on-Dienst Microsoft-Konto, kann man sich ebenso auf dem MSN-Portal anmelden.

### MSN heute
Weltweit gehört MSN noch heute zu den größten und meistgenutzten Web-Portalen neben Yahoo und AOL. Der Analysedienst Similarweb ging im Dezember 2022 von rund 800.000.000 Lesern pro Monat aus. Damit nimmt MSN Rang 45 in der Liste der meistaufgerufenen Webseiten – über alle Kategorien hinweg – ein.
MSN bietet kostenpflichtige, aber auch werbefinanzierte Internetdienste an. Einige sind nur in den USA verfügbar, viele erscheinen auch auf anderen regionalen MSN-Portalen. Ein sehr bekannter Dienst, den Microsoft nach der Übernahme in MSN integriert hatte, ist Hotmail, der einen der ersten und größten webbasierten E-Mail-Dienste darstellt, zeitweise Teil von Windows Live war und seit 2012 den Namen Outlook.com trägt. 2014 veröffentlichte Microsoft MSN-Apps für iOS, Android, Amazon Kindle und Amazon Fire Phone.
Nachdem seit 2020 Journalisten, Redakteure und andere Produktionsmitarbeiter entlassen wurden, veröffentlichen automatisiert arbeitende Programme übernommene recherchierte als auch wenig bis gar nicht überprüfte Inhalte. 
„Ich verbringe meine ganze Zeit damit, zu lesen, wie Automatisierung und KI all unsere Jobs übernehmen werden …“, sagte ein entlassener MSN-Mitarbeiter gegenüber der Zeitung The Guardian. „Nun macht die KI meinen Job.“ Wenn Journalisten bei MSN nachfragen, auf welche Quellen sich etwa Meldungen zu erfundenen Sorgerechtskonflikten bei Elon Musk oder einer im Fischernetz gefangenen Meerjungfrau beziehen, bleiben Rückmeldungen aus.

## MSN-Dienste in Deutschland, Österreich und der Schweiz

### Heutige MSN-Dienste
MSN bietet heute eine Vielzahl von verschiedenen Informationsdiensten an, die kostenlos sind. Darunter fallen beispielsweise:
- Internetportal als Startseite
- Nachrichten und Politik
- Finanzen und Aktienkurse
- Mode und Style
- Wettervorhersage
- Onlinespiele
- Videos
- Sport
- Reisen und Freizeit
- Auto
- Bing Suche
- OneDrive (früher SkyDrive und noch früher Windows Live Folders)
- Outlook.com
- Skype
- Karten (Bing Maps)
- OneNote
- Office Online

### Ehemalige MSN-Dienste

Hotmail war ein MSN-Dienst

Viele Dienste des ursprünglichen MSN sind heute umgeflaggt und firmieren nicht mehr unter dem Namen MSN. Hierunter fallen zum Beispiel:
- MSN Groups: zuerst zu Windows Live Groups umgeflaggt und 2013 in OneDrive integriert. 2014 wurde der Dienst eingestellt, bestehende Gruppen können jedoch noch verwendet werden[10]
- MSN Hotmail: zuerst zu Windows Live Hotmail umgeflaggt und 2013 durch Outlook.com ersetzt
- MSN Messenger: zuerst zu Windows Live Messenger umgeflaggt und 2013 in Skype integriert
- MSN Search: zuerst zu Windows Live Search umgeflaggt und 2009 durch Bing ersetzt

Einige Dienste von MSN wurden komplett eingestellt. So geschah dies zum Beispiel bei folgenden Diensten:
- MSN Encarta/MSN Encarta Premium: eingestellt mit Microsoft Encarta wegen des Erfolgs der Wikipedia und anderen offenen Onlinelexika
- MSN Spaces: Plattform für Blogs, zunächst umgeflaggt zu Windows Live Spaces, 2011 eingestellt. Es wurde eine Migration nach WordPress.com angeboten.
- MSN Music: als Onlinemusikdienst eingestellt und durch Xbox Music ersetzt. Dieser wurde im Juli 2015 zu Groove Music umbenannt[11] und zum 1. Januar 2018 eingestellt[12]
- MSN Chat: bei Einstellung circa 1,2 Millionen Nutzer weltweit, am 14. Oktober 2003 geschlossen. Chatten war ab diesem Zeitpunkt über MSN online nur noch in den MSN Groups möglich. Diese Chatmöglichkeit wurde schließlich am 16. Oktober 2006 eingestellt.

## Das MSN-Portal international
MSN-Dienste sind heute in 42 Ländern und in 29 Sprachen verfügbar. Der Umfang der Portalseiten differiert teils von Version zu Version enorm. MSN-Portale gibt es unter anderem für folgende Länder:
- Australien
- Belgien
- Brasilien
- Chile
- China
- Dänemark
- Deutschland
- Finnland
- Frankreich
- Griechenland
- Hongkong
- Irland
- Italien
- Japan
- Kanada
- Korea
- Luxemburg
- Mexiko
- Niederlande
- Norwegen
- Österreich
- Polen
- Portugal
- Schweden
- Schweiz
- Singapur
- Spanien
- Taiwan
- Thailand
- Tschechien
- Türkei
- Vereinigtes Königreich
- Vereinigte Staaten

## MSN als Bestandteil von Windows
Im Laufe der Zeit hat Microsoft die MSN-Dienste immer tiefer in sein Betriebssystem Windows integriert. Dies wurde von Nutzern teilweise kritisiert und führte wegen Verdachts auf unlauteren Wettbewerb auch zu Rechtsstreitigkeiten. Die folgenden beispielhaften Informationen beziehen sich auf Installationen der Microsoft-Betriebssysteme Windows XP sowie Windows Vista:
- Die Portalseite von MSN ist die standardmäßige Startseite des Windows Internet Explorers.
- In den Favoriten des Windows Internet Explorers gibt es Verknüpfungen zu MSN-Diensten.
- Der MSN Explorer ist bei Windows XP vorinstalliert.
- Die unter Windows Me und XP standardmäßig enthaltenen Internetspiele nutzen die Dienste der MSN Games.
- Bei der Einrichtung eines E-Mail-Kontos über Outlook Express von Windows XP wird vorgeschlagen, ein MSN-Hotmail-Konto zu erstellen.
- Beim Einrichten eines Internetzugangs über Modem oder ISDN wird MSN als Zugangsanbieter vorgeschlagen.
- MSN Music ist der standardmäßige Internethändler für Musikdownloads im Windows Media Player.
- MSN Hotmail und der MSN Messenger sowie deren Nachfolger bei Windows Live sind auf Geräten mit Windows Mobile vorinstalliert.

Mit Microsoft Windows 7 wurde die nahtlose Integration von MSN-Diensten und Windows-Live-Produkten in das Betriebssystem wieder etwas gelockert. So gehört nun der Outlook-Express-Nachfolger Windows Live Mail nicht mehr zum Lieferumfang von Windows, sondern wird als Teil der Windows Live Essentials separat zum Download angeboten. Zudem ist zum Beispiel der MSN Explorer nicht mehr ein vorinstallierter Bestandteil von Windows.